# Sundrius
Sundrius — вимерлий рід ймовірно однопрохідних ссавців з пізньої крейдяної (альбської) формації Eumeralla в Австралії. Рід містить один вид, S. ziegleri, відомий за зламаним моляром.